# Mulberry (Flórida)
Mulberry é uma cidade localizada no estado americano da Flórida, no condado de Polk. Foi incorporada em 1901.

## Geografia
De acordo com o United States Census Bureau, a cidade tem uma área de 15 km², onde 13,5 km² estão cobertos por terra e 1,5 km² por água.

### Localidades na vizinhança
O diagrama seguinte representa as localidades num raio de 16 km ao redor de Mulberry.

## Demografia
Segundo o censo nacional de 2010, a sua população é de 3 817 habitantes e sua densidade populacional é de 282,33 hab/km². Possui 1 914 residências, que resulta em uma densidade de 141,57 residências/km².